# Place Vendôme (Film)
Place Vendôme, auch bekannt als Place Vendôme – Heiße Diamanten, ist ein französisches Filmdrama von Nicole Garcia aus dem Jahr 1998, das am gleichnamigen Platz in Paris spielt.

## Handlung
An der vornehmen Place Vendôme in Paris führt Vincent Malivert mit seinem Bruder Eric ein Juweliergeschäft. Als Diamantenhändler hat Vincent zwar einen guten Ruf, doch mehren sich die Hinweise, dass er auch gestohlene Diamanten vertreibt. Zudem hat er Schulden gemacht. Als die Vorwürfe gegen ihn immer schwerwiegender werden und die Gläubiger ihr Geld einfordern, begeht er Selbstmord, indem er mit seinem Auto in einen Lastwagen rast. Seine Frau Marianne war früher ebenfalls eine talentierte Juwelenverkäuferin. Alkohol und Depressionen setzten ihrer beruflichen Laufbahn jedoch ein Ende. Seither verbringt sie die meiste Zeit des Jahres in einer Klinik. Vincents Assistentin Nathalie verlässt derweil ihren Liebhaber Jean-Pierre, der wegen Diebstahls seine Lizenz als Anwalt verloren hat, und lässt sich stattdessen mit dem Schieber Battistelli ein.
Als Eric Malivert das Juweliergeschäft an ein ausländisches Unternehmen verkaufen will, um dem Bankrott zu entgehen, weigert sich Marianne, die nötigen Papiere zu unterschreiben. Sie ist entschlossen, das Geschäft weiterzuführen, gibt es ihr doch den Ansporn, mit dem Trinken aufzuhören und endlich ihre Depression zu überwinden. In einem versteckten Safe findet sie sieben perfekt geschliffene Diamanten, die Vincent den Gläubigern vorenthalten hat. Die offenbar gestohlenen Diamanten zu verkaufen, stellt sich jedoch als schwieriger heraus als erwartet.
Auf ihrer Suche nach potenziellen Käufern klappert Marianne zahllose Hotels, Cafés und Juwelenmärkte in Paris und Antwerpen ab. Dabei trifft sie immer wieder auf Jean-Pierre, der von einem gewissen Wajman auf sie angesetzt wurde. Marianne verbringt schließlich eine Nacht mit Jean-Pierre. Als sie jedoch erkennt, dass sie sich nicht zufällig getroffen haben, wendet sie sich von ihm ab. Daraufhin erfährt sie, dass Battistelli ebenfalls die Steine in seinen Besitz bringen will. Battistelli, der auch Kontakte zur russischen Mafia pflegt, setzt seine Geliebte Nathalie ein, um an die Steine heranzukommen.
Wie sich herausstellt, hatte Nathalie, die der jungen Marianne ähnlich sieht, auch eine Affäre mit Vincent. Marianne sucht schließlich Nathalie auf und klärt sie über ihre Verbindung zu Battistelli auf: Vor vielen Jahren hatte Marianne mit Battistelli eine Beziehung geführt. Gemeinsam wollten sie gestohlene Juwelen verkaufen. Als jedoch ihr illegales Treiben aufflog, ließ Battistelli Marianne sitzen. Während er fliehen konnte, sollte Marianne allein zur Rechenschaft gezogen werden. Als rechtmäßiger Eigentümer der Juwelen stellte sich Vincent Malivert heraus, der letztlich auf eine Anzeige verzichtete und die schöne Marianne stattdessen zur Frau nahm. Angesichts ihrer trostlosen Ehe mit Vincent verfiel Marianne einst dem Alkohol.
Wajman, der Battistelli auf den Fersen ist, zwingt Marianne, Battistelli die Diamanten zuzustecken, um ihn anschließend festzunehmen. Bei ihrem Treffen in einem Café warnt Marianne ihren ehemaligen Geliebten vor Wajman. Gemeinsam fliehen sie nach Ostende, wo sie in einem Hotel die Nacht in getrennten Betten verbringen. Beide sehen ein, dass sie nicht füreinander geschaffen waren, und Marianne hegt nicht länger Groll gegen ihn. Battistelli, der glaubt, mit Wajman ein Geschäft machen zu können, informiert diesen über seinen Aufenthaltsort. Marianne geht derweil am Strand von Ostende entlang, wo sie auf Jean-Pierre trifft, der sich in sie verliebt hat.

## Hintergrund

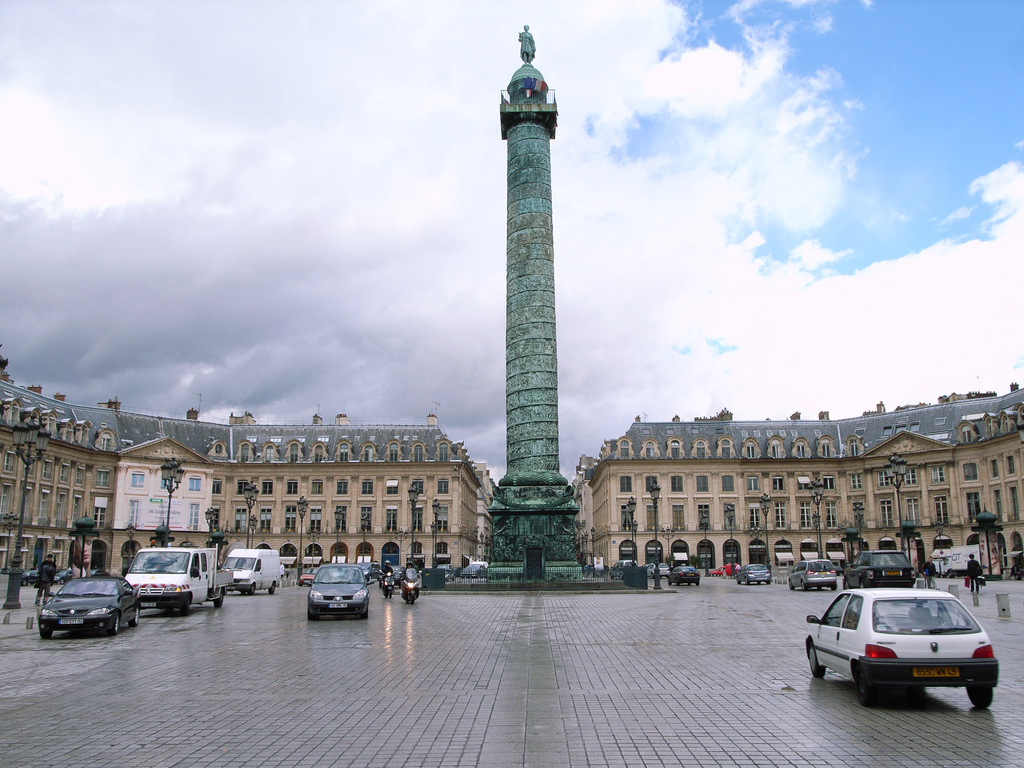
Die Place Vendôme in Paris

Die Dreharbeiten fanden an der titelgebenden Place Vendôme in Paris sowie in Antwerpen und Ostende statt. Die Produktionskosten lagen bei umgerechnet 9,3 Millionen Euro. Für das Szenenbild war Thierry Flamand zuständig, für das Kostümbild sorgten Nathalie du Roscoät und Elisabeth Tavernier.
Der Film feierte im September 1998 bei den 55. Internationalen Filmfestspielen von Venedig seine Premiere, wo er auch am Wettbewerb um den Goldenen Löwen teilnahm. Am 7. Oktober 1998 kam der Film in die französischen Kinos, wo ihn rund 934.000 Zuschauer sahen. In Deutschland wurde das Filmdrama erstmals am 6. Mai 1999 veröffentlicht und im September 2000 auf DVD herausgebracht. Die Jury der Deutschen Film- und Medienbewertung verlieh dem Film das Prädikat „besonders wertvoll“.

## Kritiken
Für das Lexikon des internationalen Films war Place Vendôme „[e]in eindrucksvoll gespieltes Drama, das an den Schwächen des monologlastigen Drehbuchs sowie der absichtsvollen Überkompliziertheit krankt“. Nur vereinzelt sei kurzzeitig „inszenatorische Finesse“ zu erkennen. Cinema bezeichnete den Film als „[m]elancholisches Melodram“, das Zuschauern zu empfehlen sei, denen die Filme Meine liebste Jahreszeit und Solange ein Herz schlägt gefallen hätten. Prisma zufolge handle es sich um „[e]ine kleine Kriminalgeschichte mit einer hervorragenden Catherine Deneuve“. Der Film, der „eine gute Kamera und tolle Darsteller“ vorweisen könne, ziehe sich jedoch in die Länge, weshalb man als Zuschauer bereits zu Beginn „dem Gähnen nahe“ sei und erst spät Interesse an den Figuren bekomme. Der Film sei so eher „für Leute, die betulich ruhige Geschichten mögen“.

## Auszeichnungen

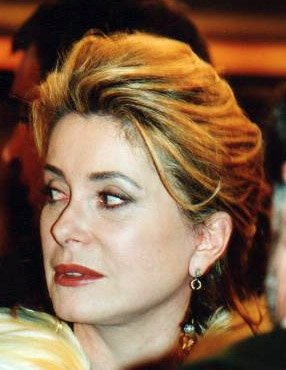
Catherine Deneuve bei der César-Verleihung 1999

Catherine Deneuve wurde 1998 bei den 55. Internationalen Filmfestspielen von Venedig für ihre Darbietung in Place Vendôme als beste Darstellerin mit der Coppa Volpi ausgezeichnet. Der Film war ferner für den Goldenen Löwen nominiert.
Bei der César-Verleihung im Jahr 1999 war Place Vendôme mit zwölf Nominierungen in elf verschiedenen Kategorien der meistnominierte Film des Abends, ging jedoch in den Kategorien Bester Film, Beste Regie (Nicole Garcia), Beste Hauptdarstellerin (Catherine Deneuve), Bester Nebendarsteller (sowohl Jacques Dutronc als auch Bernard Fresson), Beste Nebendarstellerin (Emmanuelle Seigner), Beste Kamera (Laurent Dailland), Bester Schnitt (Luc Barnier, Françoise Bonnot), Bestes Drehbuch (Nicole Garcia, Jacques Fieschi), Beste Kostüme (Nathalie du Roscoät, Elisabeth Tavernier), Bestes Szenenbild (Thierry Flamand) und Bester Ton (Jean-Pierre Duret, Dominique Hennequin) jeweils leer aus. Place Vendôme war so bis zum Jahr 2013 der Film mit den meisten César-Nominierungen ohne Sieg.

## Deutsche Fassung
| Rolle                    | Darsteller         | Synchronsprecher     |
| ------------------------ | ------------------ | -------------------- |
| Marianne Malivert        | Catherine Deneuve  | Helga Trümper        |
| Jean-Pierre              | Jean-Pierre Bacri  | Gudo Hoegel          |
| Nathalie                 | Emmanuelle Seigner | Irina Wanka          |
| Vincent Malivert         | Bernard Fresson    | Hartmut Reck         |
| Eric Malivert            | François Berléand  | Reinhard Glemnitz    |
| Mitarbeiter von Malivert | Michael Culkin     | Michael Schwarzmaier |